# Orlando Luis Pardo
Orlando Luis Pardo Lazo (* 10. Dezember 1971 in Havanna) ist ein kubanischer Schriftsteller, Blogger Journalist und Fotograf. Er schreibt Science-Fiction-Bücher, ist Kolumnist für die in Spanien ansässige exilkubanische Onlinezeitung Diario de Cuba, El Nacional in Venezuela und betreibt den Foto-Blog Boring Home Utopics (Utopien der Langweiligen Heimat) sowie den Meinungs-Blog Lunes de Post-Revolución (Montag der Nach-Revolution).

## Leben
In Kubas Hauptstadt Havanna geboren besuchte Pardo die dortige Universität sowie das Zentrum für Gentechnik und Biotechnologie und schloss dort 1994 sein Studium der Molekularbiologie ab.
2009 geriet er in Konflikt mit der kubanischen Regierung, als er versuchte, seine Sammlung von Kurzgeschichten Boring Home zu veröffentlichen. Der kubanische Verlag Letras Cubanas zensierte ihn. Nachdem er das Buch im Ausland beim Prager Verlag Garamond sowie in der venezolanischen Tageszeitung „El Nacional“ veröffentlichte, bekam er in Kuba Berufsverbot. Er durfte dort weder arbeiten, studieren, noch veröffentlichen. In der Folgezeit wurde er drei Mal verhaftet, mehrfach schikaniert und daran gehindert, das Land zu verlassen. Dies änderte sich erst Anfang 2013, als Kuba das Reiserecht liberalisierte. Orlando Luis Pardo ging daraufhin in die Vereinigten Staaten.
In den USA setzte er seine literarischen und politischen Aktivitäten fort. Dort veröffentlichte er unter anderem Cuba in Splinters: Eleven Stories from the New Cuba sowie das digitale Fotobuch Abandoned Havana (Havanna verlassen), mit surrealen Fotos und Texten über Havanna und seine maroden Fassaden.

## Werke
- Boring Home
- La Habana abandonada, Restless Books (E-Book)
- Cuba in Splinters: Eleven Stories from the New Cuba. New York: OR Books, 2014.